# فیمبول‌وینتر
فیمبول‌وینتر (به نروژی: Fimbulvetr) (به معنی زمستان طولانی) در اساطیر اسکاندیناوی مقدمه‌ای برای اتفاقات راگناروک، فرجام ایزدان در افسانه‌های اسکاندیناوی است. فیمبول‌وینتر سه سال زمستان پی‌درپی است که برف از تمام جهات در آن می‌بارد و هیچ تابستانی بین سال‌های آن وجود ندارد، و به عنوان یکی از نشانه‌های فرارسیدن راگناروک به‌شمار می‌رود. در طول این سه سال، جهان گرفتار جنگ و نبردی خواهد شد که در آن برادران یکدیگر را خواهند کشت، و تمام حیات در زمین خاتمه می‌یابد. رویدادهای فیمبول‌وینتر به‌طور مفصل در ادای شاعرانه شرح داده شده‌است.